# Full Metal Jacket
Full Metal Jacket és una pel·lícula de guerra britànico-estatunidenca produïda i dirigida per Stanley Kubrick, estrenada el 1987.
La pel·lícula està basada en la novel·la The Short-Timers de Gustav Hasford i sobre les memòries de guerra de Michael Herr, Dispatches. El seu títol fa referència a un tipus de municions d'ús a les exèrcit estatunidenc. Posa en escena joves soldats dels Marines al final dels anys 1960, i està compost de dues parts diferents: en la primera, s'assisteix al seu entrenament, i en el segon, se'ls veu en combats urbans de l'ofensiva del Tet, en la guerra del Vietnam. Cadascuna de les dues parts constitueix un relat particular portant, en els dos casos, a un desenllaç dramàtic.

## Argument
Centrat en el personatge de J T. Davis, també anomenat Joker, jove allistat als Marines durant la guerra del Vietnam, la pel·lícula comença per imatges d'un camp d'entrenament a Carolina del Sud, al final dels anys 1960. El sergent Hartman, dels marines, agafa les regnes amb brutalitat un grup de nous reclutes.
Practicant un mètode d'entrenament basat en la injúria i la humiliació, Hartman concentra la seva atenció sobre el soldat Leonard Lawrence, bastant plenet, que moteja Gomer Pyle («Grassa Balena») i el pressiona especialment. El desgraciat recluta és en efecte lent, li costen els exercicis físics i mostra una personalitat molt limitada (confon de vegades la dreta i l'esquerra, no sap fer bé el seu llit, llaçar les seves botes, etc.). El personatge principal, Davis, l'agafa sota la seva protecció i l'ajuda a fer cara a les seves dificultats, però Lawrence no pot arribar al nivell necessari, cosa que, a causa dels mètodes de Hartman, fa d'ell l'ovella negra del grup i rep llavors un sever correctiu per part dels seus camarades. Decideix finalment fer-se un soldat particularment disciplinat per venjar-se millor. Obtindrà la seva llicència militar i acabarà de manera tràgica el seu entrenament matant Hartman i després suïcidant-se.
L'acció de la pel·lícula es desplaça llavors al Vietnam, on Davis ha escollit ser destinat a una unitat de periodistes militars de la revista Stars and Stripes. Xocant amb els seus superiors sobre la integritat periodística, és finalment enviat a fer un reportatge al camp de batalla, que l'ofensiva del Tet ha trastornat considerablement. Hi retroba un dels seus antics camarades d'habitació, de malnom «Cowboy». Perdent alguns dels seus companys en una escaramussa per un tirador d'elit, el jove Davis és confrontat amb els seus propis límits morals, així com a la violència brutal de la guerra i al seu efecte psicològic sobre els homes.

## La producció

### Els orígens de la pel·lícula
L'origen de Full Metal Jacket és a la trobada el 1980 entre Stanley Kubrick i Michael Herr, veterà del Vietnam i autor d'un llibre de memòries sobre aquesta guerra, Dispatches. El projecte inicial de Kubrick era realitzar una pel·lícula sobre l'holocaust, tema que va ser abandonat a favor de la guerra del Vietnam.

D'altra banda, Kubrick era des de 1982 un admirador fervent de la novel·la de Gustav Hasford sobre aquest conflicte, The Short-Timers, que considerava com 
| « | un llibre únic, absolutament meravellós. | » |

D'acord amb Herr, va decidir utilitzar la novel·la com a base per als diàlegs de la seva pel·lícula.

Kubrick es va començar a documentar el 1983, visionant nombroses pel·lícules i documentals, llegint diaris vietnamites conservats en microfilms a la Biblioteca del congrés dels Estats Units i acumulant un nombre considerable de fotografies d'època. Finalment, mostrant-se Herr molt reticent a revisitar la seva experiència del Vietnam, Kubrick va intentar convèncer-lo en el transcurs del que va ser, segons Herr 
| « | una trucada telefònica llarga de 3 anys, amb algunes interrupcions. | » |

### El guió
L'escriptura del guió va començar el 1983, en col·laboració entre Kubrick, Hasford i Herr i segons un ritme de treball constant: el primer telefonava les seves instruccions als següents (al ritme de tres o quatre trucades per setmana, llargues cadascuna de diverses hores), després aquests últims li enviaven el seu treball per correu. El director els feia arribar les modificacions que desitjava aportar, i torna a començar.
Malgrat la importància de la seva contribució, ni Herr ni Hasford no tenien idea precisa de com quedaria el guió final, sense parlar de la pel·lícula, cosa que va portar Hasford a comparar l'escriptura del guió a un treball en cadena i va arrossegar finalment una discussió entre els autors sobre els crèdits.

Segons Herr, Kubrick no tenia en aquell temps la intenció de realitzar una pel·lícula antiguerra, sinó més aviat de mostrar 
| « | a què s'assembla la guerra verdaderament | » |

La col·laboració amb Hasford no va superar l'estadi del guió: quan Kubrick va decidir finalment conèixer en persona l'autor de The Short-Timers, malgrat els consells d'Herr que el descrivia com un home espantós (scary man), l'entrevista, a la residència anglesa del director, no va anar molt bé, i Hasford va ser apartat de la producció. Només surt als crèdits pels «diàlegs addicionals», va engegar més tard un procediment judicial per ser considerat com l'autor dels diàlegs.

### El càsting
Una de les curiositats de la pel·lícula és el paper de l'instructor dels soldats d'infanteria de marina, el sergent Hartman, que interpreta R. Lee Ermey, que havia exercit abans realment aquest ofici.
Originalment contractat com a conseller tècnic, Ermey va improvisar centenars d'insults durant hores en el transcurs del càsting dels actors que havien d'interpretar els joves alumnes marines. Després d'haver visionat la pel·lícula d'aquestes audicions, Kubrick li va atribuir el paper de l'instructor, considerant Ermey com un verdader «geni en aquest paper». Els insults, que constitueixen aproximadament la meitat dels diàlegs del sergent Hartman, han estat en efecte completament escrits per l'actor. Kubrick estima que van ocupar aproximadament 150 pàgines la quantitat d'insults que va aportar Ermey per als seus diàlegs.
Per a Vincent D'Onofrio, ficar-se en el paper del soldat Pyle va ser més difícil: va haver d'engreixar-se uns 30 quilos.

### Llocs de rodatge i equip
La primera part de la pel·lícula, situada al camp d'entrenament dels Soldats d'Infanteria de Marina a Parris Island, va ser rodada a una base de l'exèrcit britànic al Regne Unit, la caserna de Bassingbourn, al Cambridgeshire. Per la segona part, que es desenvolupa al Vietnam, Kubrick va utilitzar un terreny en curs de demolició a Newham, a l'est de Londres, que pertanyia a la companyia de gas britànic i presentava una certa semblança amb les fotografies d'Huế.
Durant dos mesos, l'equip de la pel·lícula va preparar el terreny fent explotar edificis o enderrocant-los amb l'ajuda d'una enorme bola de metall moguda per una grua. Una jungla artificial de plàstic fabricada a Califòrnia no va satisfer Kubrick, i va fer portar 200 palmeres d'Espanya i prop de 100.000 arbres de plàstic de Hong Kong per a les escenes exteriors.
El segon pla de l'escena de la mort del soldat (i sergent improvisat) Cowboy és ocupat per un enorme edifici que té una gran semblança amb el famós monòlit extraterrestre de la seva pel·lícula 2001: una odissea de l'espai. Kubrick va parlar d'aquesta similitud com d'un «accident extraordinari» (extraordinary accident).
Jutjada massa crítica cap als militars, la pel·lícula no va tenir el suport de l'exèrcit estatunidenc. Kubrick doncs va haver de passar per vies alternatives per obtenir l'equip militar que necessitava: quatre carros de combat M41, que li van ser així prestats per un dels seus admiradors, coronel de l'exèrcit belga. Diversos helicòpters Sikorsky S-55 van ser llogats i van ser repintats amb els colors dels Soldats d'Infanteria de Marina, mentre que els armes de mà - fusells d'assalt, llançagranades M79 i metralladores M60 - van ser comprades a un armer privat.

## Repartiment i personatges

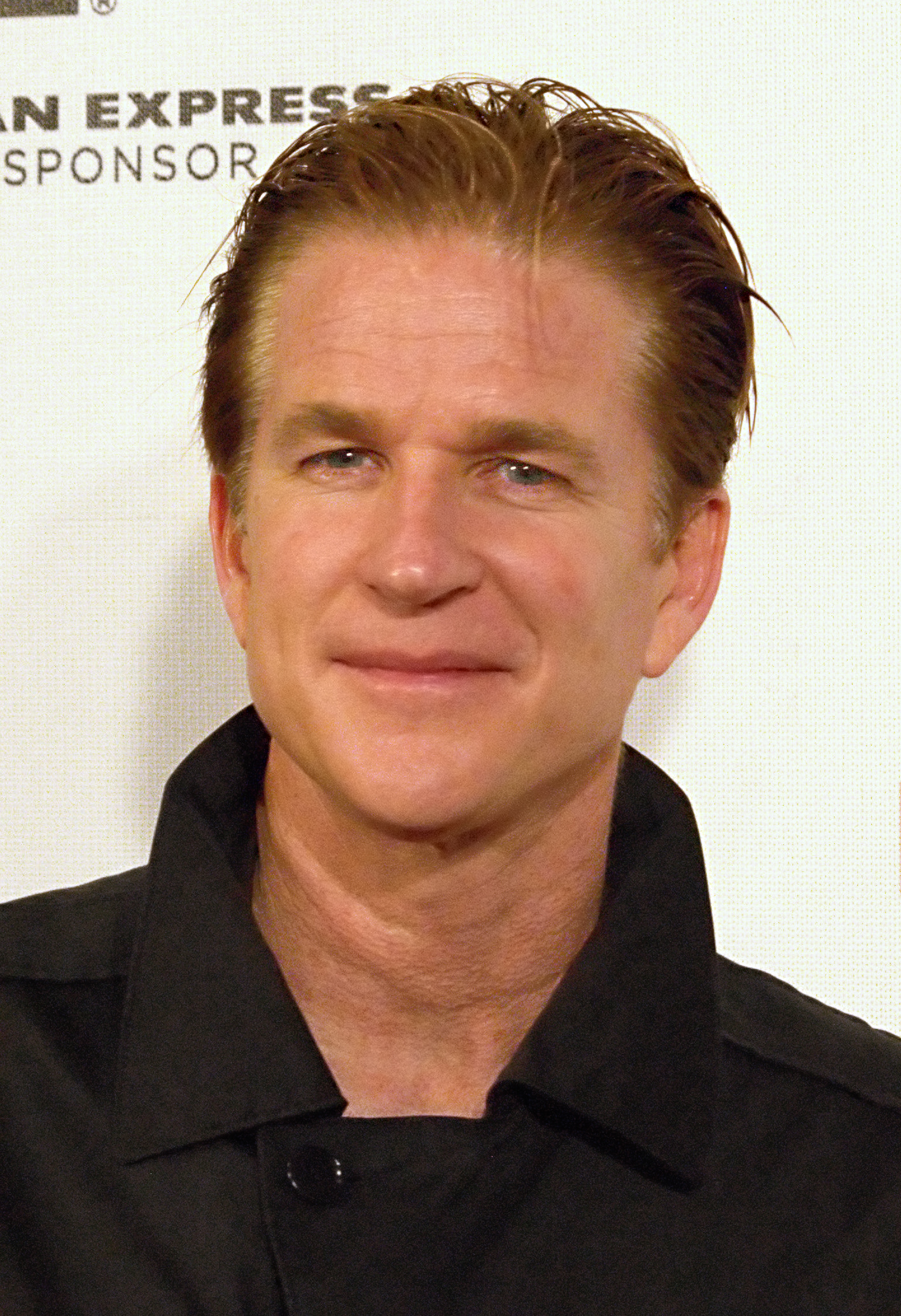
Matthew Modine

- Matthew Modine: soldat, després sergent James T. Joker Davis, el narrador. Provocador, afirma haver-se allistat per ser el primer a tenir un trofeig de caça. En la primera part de la pel·lícula, intenta ajudar la recluta Balena, cosa que no li impedeix ajuntar-se després amb els seus agressors. Treballant com a periodista de la revista Stars and Stripes, on intenta demostrar una certa independència d'esperit, serà finalment enganxat de manera directa en els combats.
- Arliss Howard: soldat, després sergent Cowboy Evans. Sortit del mateix camp d'entrenament que Davis, serveix en la unitat combatent que aquest darrer junta per un reportatge. Designat cap de grup improvisat durant el combat després de la mort dels caps titulars, mor abatut per un franctirador a la darrera part del film.
- Vincent D'Onofrio: Leonard Lawrence, anomenat Gomer Pyle («Grossa balena»). Un recluta embolicat i lent de cos i de vegades d'esperit, cap de turc del sergent-instructor Hartman en la primera part de la pel·lícula. Després d'haver sofert nombroses humiliacions, es converteix en el soldat més disciplinat del grup, però es trona boig i acaba abatent Hartman abans de suïcidar-se.
- Lee Ermey: Gunnery Sergeant Hartman Brutal i groller, omple els seves reclutes d'insults amb l'objectiu de fer d'ells soldats d'Infanteria de Marina, concentrant-se molt especialment en Lawrence, que acabarà per abatre'l d'un tret de fusell. Lee Ermey era un antic sergent-instructor i tots els insults utilitzats pel seu personatge (aproximadament la meitat del seu text) han estat escrites per ell mateix.
- Kevyn Major Howard: Rafterman, un fotògraf de la revista Stars and Stripes, insisteix per anar al camp de batalla al costat de Davis.
- Dorian Harewood: Eightball: el « gran negre viril» de la unitat de Cowboy, serà abatut per un franctirador a la darrera part del film.
- Ed O'Ross: Tinent Walter J. Touchdown Schinowski. Cap de la unitat de Cowboy. Antic jugador universitari de futbol estatunidenc, mor en el transcurs d'un assalt.
- John Terry: Tinent Lockhart. L'oficial que dirigeix l'equip de periodistes de la revista Stars and Stripes, on empeny els seus homes a obeir a les consignes, fins i tot sense tenir en compte l'objectivitat periodística. Ha estat al combat, però fa el possible per evitar tornar-hi.
- Kieron Jecchinis: Crazy Earl. El cap de la secció de Cowboy. Assegura breument el comandament de la unitat sencera a la mort del seu tinent, abans de ser mort al seu torn per un tirador amagat a la runa.
- Jon Stafford: Doc Jay. El metge de la unitat de Cowboy. Abatut per un franctirador a la darrera part del film, intentant auxiliar Eightball.
- Tim Colceri: el metraller de l'helicòpter que porta Davis i Rafterman al front. Durant el trajecte, es diverteix disparant contra civils vietnamites, es vanagloria d'haver comès així un nombre d'homicidis particularment elevat, i admet amb cinisme abatre de vegades dones i nens. Aquest personatge i aquesta escena figuren en les memòries de guerra de Michael Herr, Dispatches, i estarien per tant inspirats de fets reals.
- Papillon Soo Soo: una prostituta vietnamita que proposa els seus serveis als soldats americans per a alguns dòlars.
- Ngoc Le: franctirador vietcong que abat diversos membres de la unitat de Cowboy  en l'última part de la pel·lícula, abans de ser ferit per Rafterman i mort per Joker. L'únic personatge vietcong de la pel·lícula. Amb gran sorpresa de tots - incloent-hi l'espectador - és una noia.

## Música
Totes les cançons de la pel·lícula daten dels anys 1960, i són doncs contemporànies del conflicte.
- Hello Vietnam - de Johnnie Wright
- These Boots Are Made for Walkin' - de Nancy Sinatra
- Wooly Bully - de Sam the Sham & the Pharaohs
- Surfin' Bird - de The Trashmen
- The Marines Hymn - de The Goldmen
- Chapel of Love - de The Dixie Cups
- The Mickey Mouse Club - Tema televisat dels famosos dibuixos animats dels anys 1960 que la patrulla canta al final de la pel·lícula.
- Paint It, Black - dels Rolling Stones

Per contra, per a les escenes de combat i d'altres moments dramàtics, Kubrick ha utilitzat una música original molt inquietant, que ha estat dirigida per la seva pròpia filla Vivian Kubrick

## Al voltant de la pel·lícula
- La primera part té com a tema central una exposició del tema del condicionament, fent-se ressò de les tècniques desenvolupades en una de les pel·lícules precedents de Kubrick A Clockwork Orange per redreçar radicalment els delinqüents.
- Full Metal Jacket es va estrenar prop de 20 anys després dels fets relatats, durant els quals s'havien estrenat les grans pel·lícules sobre la guerra del Vietnam, com Apocalypse Now, El caçador, o Platoon, entre d'altres, de manera que la visió del cineasta sobre el tema es va afegir a un conjunt ja tractat.
- El títol Full Metal jacket fet referència a un tipus de munició estàndard utilitzat pels exèrcits i les policies del món sencer. Munició anomenada FMJ: Full metal jacketed, bullet, bala completament revestida, és a dir plom cobert de coure. Conforme a la Convenció de Ginebra que prohibeix per a la guerra les municions anomenades «expansives», parcialment revestides, utilitzades per a la caça major, la bala FMJ és una bala típicament militar.[5]
- El personatge principal porta un casc amb la inscripció Born to kill (nascut per matar) al mateix temps que llueix una insígnia representant el símbol de la pau. Declara que simbolitza així «la dualitat de l'home» però sembla incapaç dir-ne més, potser per manca d'interlocutor.
- Kubrick va agafar tantes documentacions per a la seva pel·lícula, que tenia cinquanta de caixes plenes al seu garatge.